# Liste der Stolpersteine in Borken
In der Liste der Stolpersteine in Borken werden die vorhandenen Gedenksteine aufgeführt, die im Rahmen des Projektes Stolpersteine des Künstlers Gunter Demnig in Borken bisher verlegt worden sind.

## Verlegte Stolpersteine
| Adresse                | Name          | Inschrift                                                                               | Verlegedatum  | Bild | Anmerkung |
| ---------------------- | ------------- | --------------------------------------------------------------------------------------- | ------------- | ---- | --------- |
| Ahauser Straße 21 · () | Max Klaber    | Hier wohnte Max Klaber Jg. 1874 deportiert 1942 Tot 1942 in Theresienstadt              | 25. Feb. 2011 |      |           |
| Ahauser Straße 21 · () | Regina Klaber | Hier wohnte Regina Klaber geb. Rosenbaum Jg. 1871 deportiert 1942 Tot 1942 in Auschwitz | 25. Feb. 2011 |      |           |